# Lars Nielsen (cyklist)
Lars Nielsen, född 5 oktober 1955, är en dansk tidigare långturcyklist och världsrekordsinnehavare från Hobro.
Han satte sitt första rekord 1989 då han cyklade diagonalt över USA och på 54 dagar tillryggalade 10 655 kilometer. 1991 cyklade han USA runt på 80 dagar, under vilka han tillryggalade 16 494 kilometer. Det tredje rekordet satte han då han 1997 cyklade runt 5 000 kilometer på 23 dagar i Norge.
Nielsens längsta tur var 2001, då han cyklade mer över 20 000 km från Tierra del Fuego på Sydamerikas södra spets till Alaska. Nielsen har sedan 1980 cyklat över 800 000 km, varav 161 100 km (2016) var utomlands. Lars Nielsen har fått smeknamnet "The Long Rider". Nielsen har skrivit flera böcker om sina turer, däribland Stik Nord, Mine drømmes Nordamerika, och The Longrider - hvor der er en vilje.